# Lost: The Mobile Game
Lost англ. Lost — офіційна гра франшизи, розроблена і випущена компанією Gameloft для мобільних телефонів J2ME і iPod фірми Apple. Автор сюжету — Грегг Нейшнс. Гра надійшла в продаж 16 січня 2007 року.

## Сюжет і геймплей
Гра заснована на подіях перших двох сезонів, а також 6 епізодах 3 сезону. Головний герой в грі — Джек Шепард один з уцілілих під час катастрофи рейсу 815. По ходу гри Джек зустрічає інших уцілілих — Кейт, Соєра, Джона і Герлі.
Головна мета — дослідження острова, по ходу якого гравець відвідає 3 основний локації — табір уцілілих на пляжі, джунглі і станція «Лебідь». Основою зброєю Джека є ніж і пістолет. Також в грі є головоломки, де наприклад потрібно штовхнути ящик так, щоб очистити шлях. Крім цього в грі є елементи  Стелсу, які особливо помітні, коли Джеку треба прокрастися в табір ворогів, щоб врятувати інших уцілілих. Джек, наприклад, може ховатися в траві, щоб його не помітили.
Версія гри для iPod була випущена 22 травня 2007 року, за день до фіналу 3 сезону — вона була значно поліпшена в плані графіки та розташування і планування об'єктів.

## Рівні

### Глава 1,Прибуття, перший досвід і врятовані
Out of the couple hundred people on the plane, only 48 survived the crash. Now we need to figure out how we're going to survive the island. 
 'The Arrival, First Taste & Survivors.'  Джек приходить до тями, вибирається з джунглів і допомагає у порятунку людей на пляжі — уцілілих після катастрофи рейсу 815. Потім Джек зустрічає Кейт, яка запрошує чоловіка допомогти побудувати табір. Після цього Джек вирушає разом з Джоном на пошуки води і їжі. Повернувшись в табір, вони зустрічають Саїда, який передбачає, що можуть бути ще уцілілі, які опинилися в джунглях, і Джек повертається в ліс. Там він бачить білого кролика, погнавшись за яким знаходить пораненого пілота — той віддає йому радіо, а потім його на очах Джека пожирає таємничий чорний дим. Джек повертається на пляж, де разом з іншим отримує через трансмітер повідомлення від Руссо.

### Глава 2,Стара медицина
We are not alone! If we could only find the source of the transmission, then we could contact the search teams and be rescued. 
 'Old Medicine.'  Джек вирушає в джунглі на пошуки інших уцілілих. Він знаходить пілота, який передає йому радіо, а потім чоловіка поглинає таємничий чорний дим. Врятувавшись від невидимого монстра Джек повертається в табір, де йому повідомляють, що у Клер гарячка. Локк знає, що вилікувати дівчину можуть деякі ягоди, які ростуть в джунглях. Чоловіки повертаються в ліс, де під час пошуку лікарського засобу, Джек виявляється в пастці через незрозуміло як почавшоїсь пожежі. Йому вдається вибратися і повернутися на пляж. У таборі він дізнається, що Клер викрали.

### Глава 3,Викрадені
We are not the survivors we thought we were. There are others here. They were here before us, and they do not want us on the island. And now … An other has been hiding among us. 
 'Kidnapped.'  Джек спрямовується на пошуки і знаходить Клер разом з одним з Інакших (імовірно, Ітаном, але в грі його ім'я не вказується). Після короткої сутички з ним, викрадач падає в яму і гине. Джек направляється до Клер і випадково виявляє станцію «Лебідь». Незабаром до нього приєднуються Джон і Герлі, які розповідають Джеку, що знайшли дещо дивне в джунглях.

### Глава 4,Чорна скеля
A ship … There's a ship on the island … What the …? 
 'The Black Rock.'  Джек, Локк і Герлі досліджують Чорну скелю. Залишаючи її, Джек знову стикається з мимовільно починаючоюсь пожежею, перебуваючи в одній з кімнат. Опинившись у люка, герої збираються підірвати його за допомогою знайденого динаміту, але потім Герлі бачить цифри і каже оточуючим, що вони прокляті. Джон вмовляє Джека підірвати люк, а Герлі збігає від друзів.

### Глава 5,Числа, монстр з диму і втеча
What are we going to discover in there? 
 'A Matter of Numbers, The Smoke Monster & The Escape.'  Джек і Джон виявляються всередині станції «Лебідь», потрапивши в неї через підірваний люк, і знаходять там комп'ютерну установку. Потім герої повертаються на пляж, пропонуючи заховати всіх від Інакших всередині станції. Опинившись в «Лебеді» з Кейт, Джек виявляє, що металеві предмети починають літати по кімнатах під дією зміненого магнітного поля. Несподівано з'являється Дезмонд і каже, що Джек повинен вводити якісь цифри в комп'ютер. Опинившись на поверхні, Джек зустрічає одного з Інакших (імовірно, Тома, але його ім'я не вказується в грі), наказуючи Джеку і Соєру кинути зброю, бо у них в заручниках Кейт. Незабаром Джек, Кейт і Соєр виявляються замкнені в клітках. Джек збігає і намагається допомогти Кейт і Соєру, уникаючи охоронців. Гра закінчується, коли Джек рятує Соєра, кинувши динаміт в димового монстра. На екрані з'являється напис «Далі буде …».

## Відгуки
Гра отримала змішані оцінки критиків після виходу. Середній бал гри на  MobyRank 67 з 100 на основі 4 рецензій.
Оглядач з IGN похвалив непогану анімацію, а також зазначив, що «музика і звукові ефекти гарні», проте лаяв лінійність гри, яка не дає насолодитися атмосферою серіалу.